# Hinrich Schmidt-Henkel

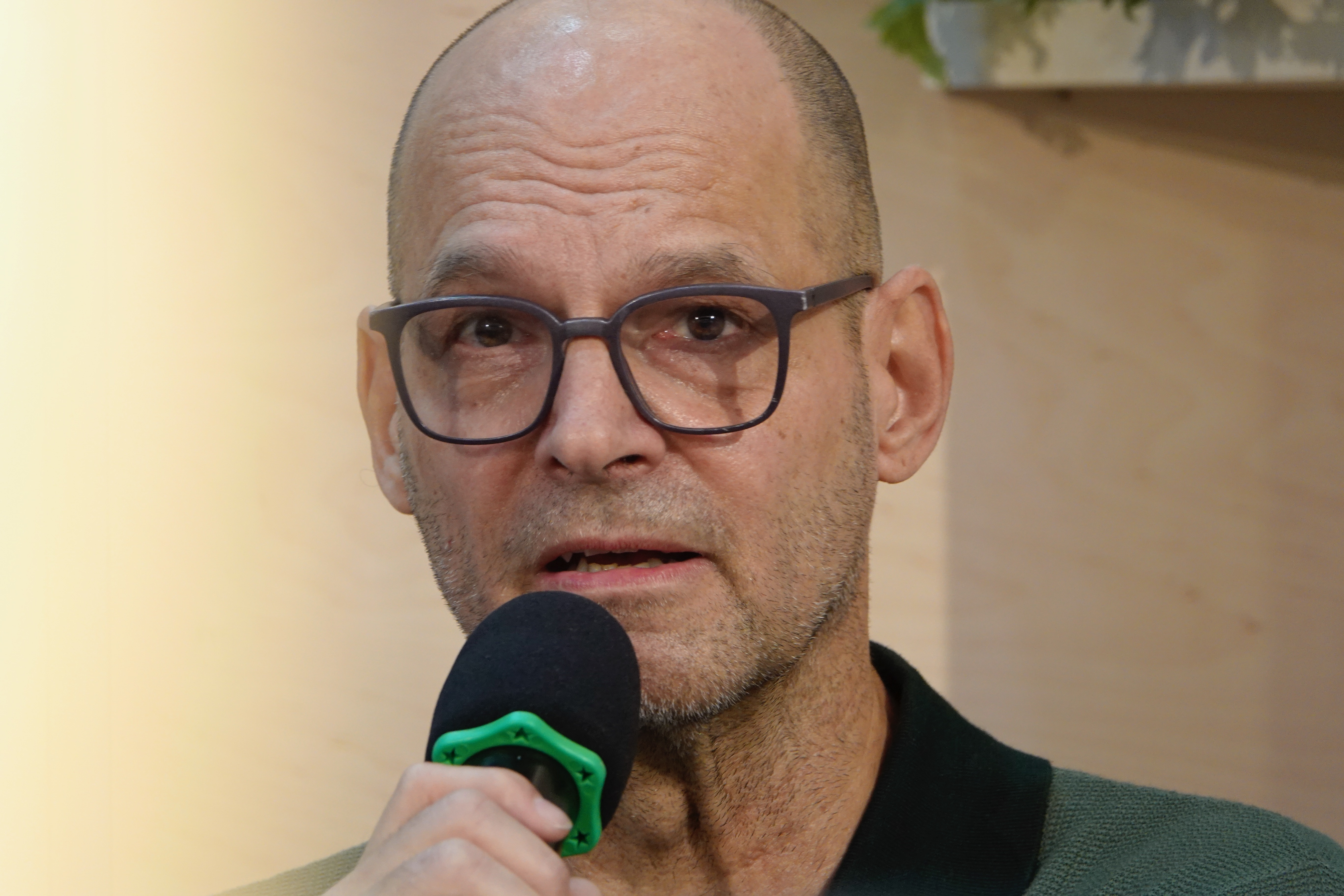
Hinrich Schmidt-Henkel 2025

Hinrich Schmidt-Henkel (* 15. November 1959 in West-Berlin) ist ein deutscher literarischer Übersetzer.

## Leben
Hinrich Schmidt-Henkel ist ein Sohn des Germanisten Gerhard Schmidt-Henkel. Er studierte Germanistik und Romanistik an der Universität des Saarlandes und schloss 1988 mit dem Zweiten Staatsexamen ab. Danach organisierte er ein Modellprojekt im Gesundheitswesen. Von 1991 bis 1993 war er persönlicher Referent und Pressesprecher der Hamburger Kultursenatorin Christina Weiss. Seit 1996 lebt er als freier Übersetzer wieder in Berlin.
Er war von September 2008 bis März 2017 im Ehrenamt Vorsitzender im Verband deutschsprachiger Übersetzer/innen literarischer und wissenschaftlicher Werke (VdÜ), Bundessparte Übersetzer/innen im VS in ver.di. Von März 2017 bis Juni 2021 war er Beisitzer im Vorstand und hatte einen Sitz in der Honorarkommission des Verbandes. 2014 wurden unter seiner Verhandlungsführung gemeinsame Vergütungsregeln mit einer Gruppe von Verlagen aufgestellt (C. Hanser, Hoffmann & Campe u. a.), 2019 wurde unter seiner maßgeblichen Beteiligung ein neuer Normvertrag Übersetzungen mit dem Börsenverein des Deutschen Buchhandels vereinbart.
Schmidt-Henkel ist Mitglied im Literarischen Colloquium Berlin (LCB). Seit Sommer 2007 ist er Vorsitzender des Deutsch-Deutschen Kammerchors e. V. Schmidt-Henkel ist Mitgründer des PEN Berlin.
2007 gehörte er der Jury zum Alfred-Döblin-Preis an. 2019 war er Mitglied der Jury zum Deutschen Verlagspreis, 2022 und 2023 erneut als deren Vorsitzender.
Schmidt-Henkels langjähriger Lebensgefährte ist der Übersetzer, Autor und Sänger Frank Heibert. Beide gingen im Mai 2002 im Standesamt Berlin-Schöneberg eine eingetragene Lebenspartnerschaft ein, im Mai 2018 heirateten sie ebendort. 

## Werk
Seit 1987 übersetzt Schmidt-Henkel Prosa, Theaterstücke und Lyrik aus dem Französischen, Norwegischen, Italienischen und Dänischen ins Deutsche. Als besondere Leistung wurde von der Kritik seine 2003 erschienene Neuübersetzung von Célines Roman Reise ans Ende der Nacht gewürdigt, ebenso die Neuübersetzung von Romanen des Norwegers Tarjei Vesaas. Seit Ende der 1990er Jahre übersetzt er das Werk (Dramen, Romane und Erzählungen, Lyrik und Essays) von Jon Fosse (Literaturnobelpreis 2023).
Er übersetzte unter anderem Werke von Kjell Askildsen (Werkausgabe), Stefano Benni, Albert Camus (Theater), Massimo Carlotto, Philippe Delerm, Denis Diderot, Jean Echenoz, Tomas Espedal, Øivind Hånes, Jon Fosse, Hervé Guibert, Erik Fosnes Hansen, Michel Houellebecq, Henrik Ibsen, Erlend Loe, Édouard Louis, Lars Mytting, Jo Nesbø (Kinderbücher), Camille de Peretti, Stine Pilgaard, Guri Tuft, Tarjei Vesaas und Tanguy Viel.
Schmidt-Henkel ist auch als Moderator von literarischen Veranstaltungen und als Sprecher/Vorleser tätig. Von 2008 bis 2015 war er als Sprecher in der Reihe Europa literarisch der Vertretung der Europäischen Kommission in Berlin tätig. Regelmäßig begleitet er von ihm übersetzte Autoren auf Lesereisen und liest dabei aus seinen Übersetzungen. Zusammen mit Frank Heibert tritt er immer wieder mit szenischen Lesungen aus der gemeinsamen Neuübersetzung von Raymond Queneaus Stilübungen auf. Im Rahmen des Gastlandauftritts von Norwegen auf der Frankfurter Buchmesse 2019 moderierte er für diverse Veranstalter rund 40 Lesungen mit von ihm übersetzten und anderen Autoren, so für den Deutschlandfunk die Lange Nacht der norwegischen Literatur in Köln.
Im Jahr 2021 wurde Schmidt-Henkel für die Übersetzung von Tarjei Vesaas’ Die Vögel für den Preis der Leipziger Buchmesse nominiert.
Für die Sendung Karambolage beim deutsch-französischen Sender arte tritt Hinrich Schmidt-Henkel immer wieder mit eigenen zweisprachigen Beiträgen vor die Kamera, in denen er die Herkunft oder Entstehung von Worten, Ausdrücken oder Redewendungen erklärt.

## Auszeichnungen
- 1990 und 1995: Hamburger Förderpreis für Literarische Übersetzungen
- 2000: Jane Scatcherd-Preis der Heinrich Maria Ledig-Rowohlt-Stiftung
- 2004: Paul-Celan-Preis
- 2008: Übersetzerpreis der Theaterbiennale „Neue Stücke aus Europa“ für die Übersetzung von Kaltes Produkt (Matias Faldbakken)
- 2007: Deutscher Jugendliteraturpreis für seine Übersetzung des Kinderbuches Schwester von Jon Fosse
- 2014: Ernennung zum Chevalier de l´Ordre des Arts et des Lettres durch die französische Kulturministerin
- 2015: Eugen-Helmlé-Übersetzerpreis
- 2017: Preis der Stadt Münster für Internationale Poesie, gemeinsam mit Jon Fosse als Autor, für Diese unerklärliche Stille
- 2017: Straelener Übersetzerpreis der Kunststiftung NRW, zusammen mit Frank Heibert, für ihre Neuübersetzung von Raymond Queneaus Stilübungen und zugleich für das übersetzerische Lebenswerk beider. Laudatio, online, vollständig; Print (Auszug): Übersetzen, 2, 2017. Von Rebekka Kricheldorf.
- 2018: Königlich Norwegischer Verdienstorden, Ritter 1. Klasse, überreicht durch den Kgl. Norw. Botschafter in Berlin
- 2019: Jahresstipendium des Deutschen Literaturfonds für die Neuübersetzung von Louis-Ferdinand Céline, Tod auf Raten (auf Dt. früher Tod auf Borg, dann Tod auf Kredit)
- 2020: Einmonatiges Aufenthaltsstipendium als Ehrengast im Künstlerhaus Lukas, Ahrenshoop
- 2021: Übersetzerpreis des Festivals PRIMEURS für frankophone Gegenwartsdramatik (Saarbrücken) für die Übersetzung des Stückes Manifest der Jungen Frau des Québecer Autors Olivier Choinière (der für das Stück den Autorenpreis des Festivals erhielt)
- 2022 Mai/Juni: Stipendium Villa Massimo, Rom
- Nominierungen zum Preis der Leipziger Buchmesse: 2007 (für Jean Echenoz, Ravel); 2014 (für Denis Diderot, Jacques der Fatalist); 2021 (für Tarjei Vesaas, Die Vögel)
- 2025: "Fosse-Preis für Übersetzer" des norwegischen Staates, vergeben durch die Übersetzungsförderagentur NORLA (Norwegian Literature Abroad) für seine Übersetzungen aus dem Norwegischen[10]

## Übersetzungen (Auswahl)

### Aus dem Französischen
- Louis-Ferdinand Céline: Reise ans Ende der Nacht. Roman. Rowohlt, 2003, ISBN 3-498-00926-5.
- Denis Diderot: Jacques der Fatalist und sein Herr. Matthes & Seitz, Berlin 2014, ISBN 978-3-88221-058-3.
- Jean Echenoz: 14. Hanser, Berlin 2014, ISBN 978-3-446-24500-6
- Jean Echenoz: Die Caprice der Königin. Hanser, Berlin 2016, ISBN 978-3-446-25072-7.
- Michel Houellebecq: Lanzarote. Erzählung. DuMont, 2000, ISBN 978-3-8321-6354-9.
- Édouard Louis: Das Ende von Eddy. Roman. S. Fischer, 2015, ISBN 978-3-10-002277-6.
- Édouard Louis: Im Herzen der Gewalt. Roman. S. Fischer, 2017, ISBN 978-3-10-397242-9.
- Édouard Louis: Wer hat meinen Vater umgebracht. Roman. S. Fischer, 2019, ISBN 978-3-10-397428-7.
- Romain Puértolas: Die unglaubliche Reise des Fakirs, der in einem Ikea-Schrank feststeckte. S. Fischer, 2014, ISBN 978-3-10-000395-9.
- Yasmina Reza: Picknick mit Lulu Kreutz. (übersetzt gemeinsam mit Frank Heibert). Libelle Verlag, 2008. ISBN 978-3-905707-18-2.
- Yasmina Reza: Der Gott des Gemetzels. Schauspiel (übersetzt gemeinsam mit Frank Heibert). Libelle, 2007. ISBN 978-3-905707-15-1.
- Tanguy Viel: Selbstjustiz. Wagenbach, Berlin 2017, ISBN 978-3-8031-3290-1.

### Aus dem Italienischen
- Massimo Carlotto: Die Marseille-Connection. Tropen, 2013, ISBN 978-3-608-50134-6.
- Pier Vittorio Tondelli: Getrennte Räume. Rowohlt 1993, ISBN 3-499-12804-7.

### Aus dem Norwegischen
- Tarjei Vesaas: Die Vögel. Roman. Guggolz Verlag, Berlin 2020, ISBN 978-3-945370-28-5.
- Tarjei Vesaas: Das Eis-Schloss. Roman. Guggolz Verlag, Berlin 2019, ISBN 978-3-945370-21-6.
- Tarjei Vesaas: Der Keim. Roman. Guggolz Verlag, Berlin 2023, ISBN 978-3-945370-39-1.
- Kjell Askildsen: Werkausgabe in zwei Bänden. Luchterhand, 2019, ISBN 978-3-630-87588-0.
- Jon Fosse: Ich ist ein anderer, Heptalogie III - V. Roman. Rowohlt, Hamburg 2022, ISBN 978-3-498-02142-9.
- Jon Fosse: Morgen und Abend. Fest, Berlin 2002, ISBN 3-8286-0113-8, als Taschenbuch Rowohlt, Reinbek 2003.
- Henrik Ibsen: Nora oder ein Puppenhaus, Hedda Gabler, Baumeister Solness, John Gabriel Borkmann, Theaterstücke. Rowohlt, 2006, ISBN 978-3-499-24234-2.
- Lars Mytting: Die Birken wissen’s noch. Suhrkamp, 2016, ISBN 978-3-458-17673-2.